# نواف بن ناصر بن خالد آل ثاني
نواف بن ناصر بن خالد الأحمد آل ثاني رئيس مجلس إدارة شركة ناصر بن خالد القابضة والرئيس التنفيذي لها،

## المناصب
- عام 1983م انضم الشيخ نواف إلى مجموعة «ناصر بن خالد» عقب إنهائه لدراسته الجامعية في إدارة الأعمال من المملكة المتحدة.[2]
- في عام 2000م، قام الشيخ نواف بتأسيس «شركة الدوحة للتأمين»، المدرجة في سوق الدوحة للأوراق المالية،[3]وشركة المجوهرات الأميرية بسبب ولعه بالأحجار الكريمة والمجوهرات والساعات.[4]
- في عام 2001م، انضم الشيخ نواف، بمرسوم أميري من أمير قطر حمد بن خليفة آل ثاني سنة 2001، إلى عضوية مجلس إدارة رابطة رجال الأعمال القطريين.[2]
- منذ عام 2006م يشغل الشيخ نواف عضوية مجلس إدارة «شركة السلام العالمية للاستثمار المحدودة»، وقد سبق أن شغل مسبقاً عضوية مجلس الإدارة في كل من شركة الملاحة القطرية، و«أرابتيك»، و«أبراج كابيتال».[2]
- وفي عام 2008، أسس الشيخ نواف شركة عائلية جديدة باسم «ناصر بن نواف وشركائه القابضة»، وتقدّم الشركة تشكيلة من الخدمات والمنتجات عير إدارتها واستثمارها في الشركات العاملة في قطاعات الحلول الرائدة للأعمال، والعقارات، والإنشاءات، والمجوهرات وغيرها.[2]
- وفي عام 2008، تمّ تعيين الشيخ نواف نائباً لرئيس رابطة الصداقة العربية الألمانية، بمرسوم أصدره رئيس الوزراء.[2]
- وانتخب الشيخ نواف عضواً في المجلس الإداري الاستشاري في «دويتشه بنك»، المصرف الاستثماري العالمي.
- يرأس في الوقت الراهن النادي القطري الفرنسي لرجال الأعمال، كما يرأس مجلس إدارة مدينة الوعب المشروع العقاري الأكثر ضخامة في دولة قطر.[5]